# Victorella bergi
Victorella bergi är en mossdjursart som beskrevs av Abrikosov 1959. Victorella bergi ingår i släktet Victorella och familjen Victorellidae. Inga underarter finns listade i Catalogue of Life.